# .post

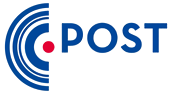
로고

.post는 우편 부문에서만 사용할 수 있는 스폰서 최상위 도메인(STLD)이다. DNSSEC에 의해 100% 보호되는 최초의 STLD이다. 이 도메인은 우편 서비스의 물리적, 재정적, 전자적 차원을 통합하여 전자 우편, 전자 금융, 전자 상거래 및 전자 정부 서비스를 활성화하고 촉진하는 것을 목표로 한다. 이 도메인은 2004년에 평가된 새로운 TLD 신청의 두 번째 그룹에서 후원 TLD로 2005년 4월 8일 ICANN의 승인을 받았다.
만국 우편 연합(UPU)은 .post에 대한 권한을 위임받아 이에 대한 정부 규칙을 개발, 구현 및 모니터링한다. 또한 자격 기준을 충족하는 우편 부문 이해관계자에게 도메인 이름을 부여하는 일도 담당한다.
베른에 본부를 둔 UPU는 2004년 평가된 첫 번째 신규 TLD 신청 그룹에서 2004년 ICANN에 의해 STLD 운영 권한을 부여받은 최초의 유엔 기구(UNO)가 되었다. UPU는 유일한 UNO였다. 최상위 도메인을 후원하는 진정한 대표 조직으로서 ICANN의 모든 기준을 통과하는 조직이다.
2009년에 ICANN과 UPU는 최상위 도메인인 .post에 대한 관리 권한을 UPU에 부여하는 역사적인 계약을 체결했다. 이번 합의는 ICANN의 공개 논평 프로세스, UPU 운영 위원회 내 검토 및 ICANN 이사회의 고려를 통한 협상 및 공개 검토를 거쳐 이루어졌다.
STLD는 2012년 8월 8일에 IANA TLD 레지스트리에 추가되었다.